# Cantó de Charolles
El cantó de Charolles és un cantó francès del departament de Saona i Loira, situat al districte de Charolles. Té 13 municipis i el cap és Charolles.

## Municipis
- Baron
- Champlecy
- Changy
- Charolles
- Fontenay
- Lugny-lès-Charolles
- Marcilly-la-Gueurce
- Ozolles
- Prizy
- Saint-Julien-de-Civry
- Vaudebarrier
- Vendenesse-lès-Charolles
- Viry

## Història
| Data d'elecció                           | Identitat        | Partit                     | Qualitat |
| ---------------------------------------- | ---------------- | -------------------------- | -------- |
| 1945-1951                                | Edme Geoffroy    | Divers droite              |          |
| 1951-1970                                | Francis Margeat  | RPF, després Divers droite |          |
| 1970-1994                                | Jean Ducerf      | RI, després UDF            |          |
| 1994-2008                                | Joseph Jeannot   | RPR, després UMP           |          |
| 2008-                                    | Christian Bonnot | PS                         |          |
| les dades anteriors no són pas conegudes |                  |                            |          |
|                                          |                  |                            |          |

## Demografia
| A partir de 1990: Població sense dobles comptes |